# Vía neural

Una vía neural conecta una parte del sistema nervioso con otra mediante haces de axones denominados tractos. El tracto óptico que se extiende desde el nervio óptico es un ejemplo de vía neural porque conecta el ojo con el cerebro..

En neuroanatomía, una vía neural es la conexión formada por axones que se proyectan desde las neuronas para hacer sinapsis en neuronas situadas en otro lugar, a fin de permitir la neurotransmisión (el envío de una señal de una región a otra del sistema nervioso). Las neuronas están conectadas por un solo axón o por un haz de axones denominado fascículo. Las vías neurales más cortas se encuentran en la sustancia gris del cerebro, mientras que las proyecciones más largas, formadas por axones mielinizados, constituyen la sustancia blanca.
En el hipocampo hay vías neuronales implicadas en su circuito, como la vía perforante, que proporciona una ruta de conexión desde el córtex entorrinal a todos los campos de la formación hipocampal, incluidos el giro dentado, todos los campos CA (incluido CA1), y el subículo.
Las vías motoras descendentes de los tractos piramidales viajan desde la corteza cerebral hasta el tronco encefálico o la parte inferior de la médula espinal. Los tractos sensoriales ascendentes de la vía columna dorsal-lemnisco medial  transportan información desde la periferia hasta la corteza cerebral. 

## Vías neurales principales
- Fascículo arqueado
- Pedúnculo cerebral
- Cuerpo calloso

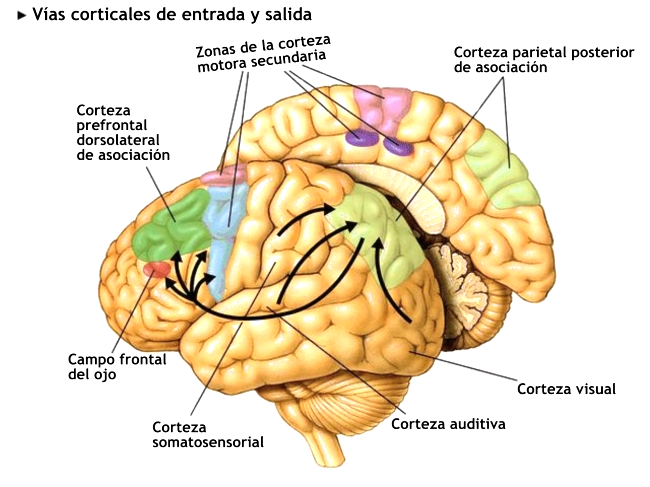
Diagrama de las vías corticales

- Tractos piramidales –  corticoespinal y tracto corticobulbar
- Haz medial del cerebro anterior
- Vía columna dorsal-lemnisco medial
- Tracto retinohipotalámico es una vía de entrada neural fótica implicada en el ritmo circadiano